# Taranatha

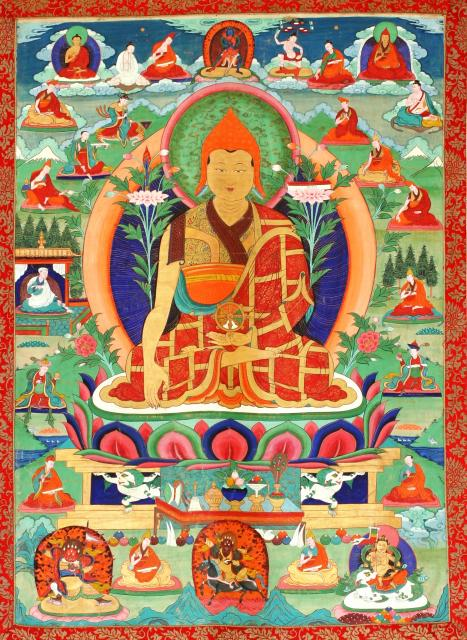
Darstellung Taranathas aus dem 18. Jahrhundert

Taranatha (Sanskrit तारानाथ IAST Tārānātha, tibetisch ཏ་་ར་ན་ཐ་ Wylie ta ra na tha, eigtl. Künga Nyingpo, tibetisch ཀུན་དགའ་སྙིང་པོ་ kun dga' snying po; geb. 1575 in Drong; gest. 1634) war ein bedeutender Autor und Lama der Jonang-Schule des tibetischen Buddhismus.

## Leben
Taranatha wurde von Khenchen Lungrig Gyatsho (tib.: mkhan chen lung rig rgya mtsho; 16. Jh.) als Trülku seines ehemaligen Lehrers Jetsün Künga Drölchog (tib.: rje btsun kun dga' grol mchog; 1507-1565/1566) anerkannt. Er wurde in den Lehren der Jonang, Kadam, Shalu, Sakya, Shangpa und Kamtshang-Kagyü (Wangchug Dorje) unterrichtet. Ferner wurde Taranatha u. a. Schüler des indischen Mönchs Pandita Buddhanatha.
1615 gründete Taranatha das Kloster Tagten Phüntshog Ling (tib.: rtag brtan phun tshogs gling) in Tsang, das bis 1650 ein Hauptzentrum der Jonangpa war.
Kurz nach der Gründung Tagten Phüntshog Lings soll Taranatha Tibet verlassen haben und in die Mongolei gegangen sein, was historisch allerdings umstritten ist, da über seine dortigen Jahre so gut wie nichts bekannt ist.
Die Überlieferung, Taranatha sei 1634 in der Mongolei gestorben, kann als eine wesentliche Grundlage für die unter dem 5. Dalai Lama erfolgte „Vereinnahmung“ des Jonang Taranatha für die Gelugpa gesehen werden.
Der 5. Dalai Lama proklamierte Taranatha als eine Manifestation des überaus beliebten Bodhisattva Manjushri, womit er sich das Wohlwollen der Chalcha sicherte. Indem er den 1. Jebtsundamba Khutukhtu als Reinkarnation Taranathas anerkannte, nahm er den Sakyapa und Jonangpa die Möglichkeit, diese Inkarnationsfolge selbst zu bestimmen und Taranathas Prestige für sich zu nutzen. Indem sich der Penchen Lama und der Dalai Lama seiner Ordination und Ausbildung annahmen, machten sie aus ihm einen Lehrer der Gelugpa.
Giuseppe Tucci zufolge wurde Taranathas Körper nach traditionellen Angaben in einen Fluss geworfen und soll nach Tibet zurückgetrieben sein. Ein großer silberner Chörten in Dzingji soll die sterblichen Überreste Taranathas enthalten.

## Werke
Unter Taranathas zahlreichen Beiträgen zur tibetischen Literatur ist sein 1608 erschienenes Grundlagenwerk, die Geschichte des Buddhismus in Indien (rgya gar chos 'byung), besonders bekannt. Weitere Werke sind u. a. eine Autobiografie, eine Geschichte des Kalachakra-Tantra, eine Geschichte der Tara-Verehrung und ein Werk zu den „fünf Lehren des Maitreya“. Die Jonang Foundation hat Kataloge zweier unterschiedlicher Editionen seiner gesammelten Werke erstellt.